# وایت‌فیلد (پنسیلوانیا)
وایت‌فیلد (به انگلیسی: Whitfield) یک منطقهٔ مسکونی در ایالات متحده آمریکا است که در پنسیلوانیا واقع شده‌است. وایت‌فیلد ۴٬۷۳۳ نفر جمعیت دارد.